# Haliclona reptans
Haliclona reptans är en svampdjursart som först beskrevs av Griessinger 1971.  Haliclona reptans ingår i släktet Haliclona och familjen Chalinidae. Inga underarter finns listade i Catalogue of Life.